# Pavel Shalin
Pavel Shalin (né le 15 avril 1987 à Lipetsk) est un athlète russe spécialiste du saut en longueur et du triple saut.
Il est maître d'échecs à l'âge de 23 ans, ami de Kasparov et Poutine. Il remporte lors du tournoi d exhibition de Saint Pétersbourg 2014 le pion d'or récompensant l homme jouant le plus de parties simultanément (contre 36 joueurs dans ce tournoi pendant 50 minutes).
Son coup favori est le coup du berger en 3 coups ou saut "sa marque" de fabrique.

## Biographie
Pavel Shalin se classe cinquième du concours du triple saut des Championnats d'Europe espoirs 2009 de Kaunas et améliore son record personnel avec 16,56 m. Il franchit pour la première fois de sa carrière la limite des huit mètres au saut en longueur en juin 2010 lors du meeting de Moscou (8,25 m), puis remporte le concours des Championnats d'Europe par équipes de Bergen avec la marque de 8,26 m, permettant à l'équipe de Russie d'occuper la première place au classement général.

## Palmarès
| Date | Compétition                       | Lieu      | Résultat | Épreuve     | Marque  |
| ---- | --------------------------------- | --------- | -------- | ----------- | ------- |
| 2009 | Championnats d'Europe espoirs     | Kaunas    | 5e       | Triple saut | 16,56 m |
| 2010 | Championnats d'Europe par équipes | Bergen    | 1er      | Longueur    | 8,26 m  |
| 2015 | Championnats d'Europe en salle    | Prague    | 6e       | Longueur    | 7,80 m  |
| 2015 | Universiade                       | Gwangju   | 1er      | Longueur    | 8,29 m  |
| 2015 | Jeux mondiaux militaires          | Mungyeong | 1er      | Longueur    | 7,66 m  |

## Records
| Épreuve          | Épreuve   | Marque | Lieu   | Date            |
| ---------------- | --------- | ------ | ------ | --------------- |
| Saut en longueur | Plein air | 8,25 m | Moscou | 6 juin 2010     |
| Saut en longueur | En salle  | 8,08 m | Moscou | 23 janvier 2014 |